# Pseudoperomyia composita
Pseudoperomyia composita är en tvåvingeart som beskrevs av Jaschhof 2000. Pseudoperomyia composita ingår i släktet Pseudoperomyia och familjen gallmyggor. Inga underarter finns listade i Catalogue of Life.